# Max Eckert-Greifendorff
Pour les articles homonymes, voir Eckert.
Friedrich Eduard Max Eckert-Greifendorff (avant 1934 Friedrich Eduard Max Eckert, né le 10 avril 1868 à Chemnitz, mort le 26 décembre 1938 à Aix-la-Chapelle) est un géographe et cartographe allemand. Élève de Friedrich Ratzel à l'Université d'Aix-la-Chapelle  où il suit toute sa carrière, il publie des articles dans des champs aussi divers que la géographie humaine, la géographie physique et la géodésie. Il reste connu pour les projections cartographiques qu'il a conçues : Eckert I, Eckert II, Eckert III (de), Eckert IV, Eckert V (de) et Eckert VI (de).

## Publications
- (de) Max Eckert Greifendorff, Kulturgeographie des Deutschen Reiches und seine Beziehungen zur Fremde., Halle an der Sale, Schroedel, 1904 (lire en ligne)
- (de) Max Eckert Greifendorff, Deutsche Kulturgeographie, Vereinigung wissenschaftlicher Verleger, 1912 (lire en ligne).
- (de) Max Eckert Greifendorff, Die Kartenwissenschaft, Berlin, 1921-1925.
- (de) Max Eckert Greifendorff, Neues Lehrbuch der Geographie, Stilke, 1931-1935.
- (de) Max Eckert Greifendorff, Kartenkunde, De Gruyter, 1936.
- (de) Max Eckert Greifendorff, Kartographie, ihre Aufgaben und Bedeutung für die Kultur der Gegenwart, de Gruyter, 1939